# Condado de Angelina
O Condado de Angelina é um dos 254 condados do estado norte-americano do Texas. A sede do condado é Lufkin, e sua maior cidade é Lufkin.
O condado possui uma área de 2 239 km² (dos quais 63 km² estão cobertos por água), uma população de 80 130 habitantes, e uma densidade populacional de 39 hab/km² (segundo o censo nacional de 2000).
O condado foi criado em 22 de abril de 1846.